# Râperie

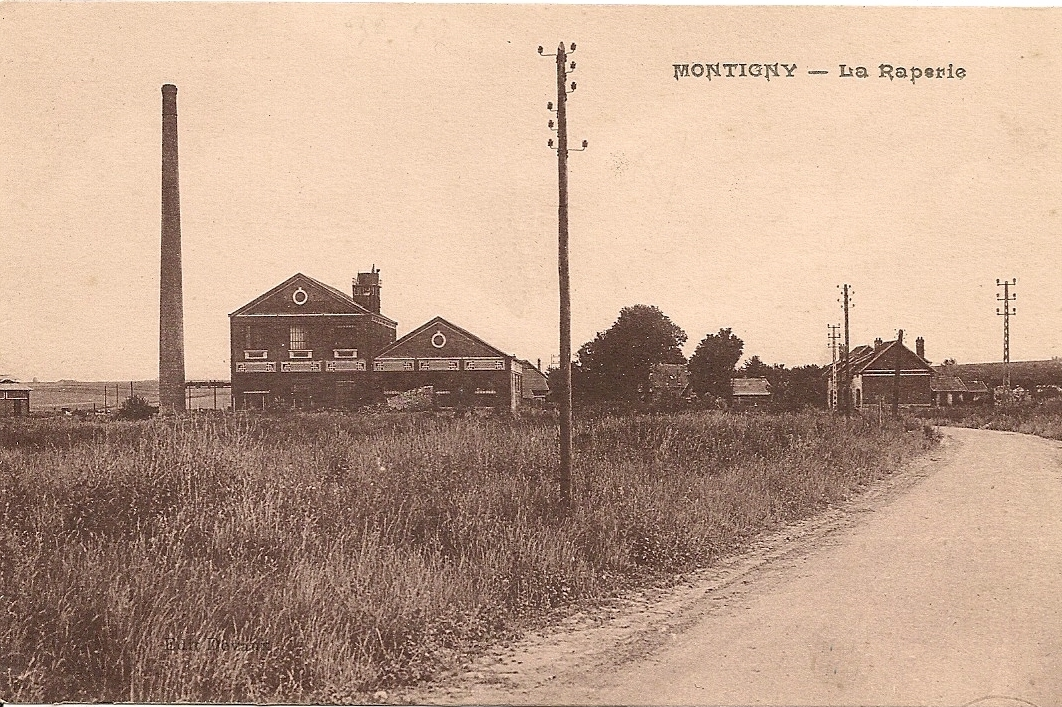
La râperie de Montigny-la-Cour vers 1950 - Hervilly (Somme)

La râperie est une usine dans laquelle les betteraves sont râpées pour en extraire le jus, ensuite destiné à la fabrication du sucre.  

## Histoire
Au XIXe siècle, les betteraves sucrières sont à l'origine transportées par chariots, tirés par des bœufs ou des chevaux. Les distances de transport des betteraves sont donc réduites, tout juste quelques kilomètres (au maximum de 5 à 6 km), l'acheminement est lent, et avec de faibles tonnages par tombereaux. Ces contraintes limitent l'approvisionnement des sucreries qui reste une préoccupation majeure de l'époque.     

### Création
Alors naît l'idée de râper les betteraves près du lieu d'arrachage pour en extraire le jus sucré par diffusion ; il est ensuite convoyé par des canalisations en fonte jusqu'à la sucrerie. L'inventeur du procédé est l'ingénieur et industriel Jules Linard. Il dépose le brevet le 24 octobre 1866 et implante le procédé à un niveau industriel en 1867. Le premier établissement à fonctionner en France avec le système de râperie est la sucrerie de Moncornet dans l'Aisne, sucrerie fondée l'année précédente. La sucrerie est reliée à la nouvelle râperie, proche de la ferme qu'il détient à Saint-Acquaire dès la campagne 1867 .    
L'invention sera présentée et récompensée par une médaille d'or lors de l'exposition universelle de 1878, à Paris.      

### Principe
Une râperie se compose de bascules de réception (pour peser les betteraves), d'un tri puis d'un lavage des betteraves, de coupe-racines (pour le râpage des betteraves en cossettes), de presses à cossettes remplacées plus tard par des osmoseurs puis des diffuseurs (pour la fabrication du premier jus de diffusion). Ce jus est ensuite additionné de lait de chaux pour en éviter l'oxydation, avant d'être transporté par des conduites souterraines jusqu'à la sucrerie.  Arrivé à la sucrerie, le jus subit les étapes ultérieures de la transformation du sucre. Le transport hydraulique depuis la râperie jusqu'à la sucrerie, si nécessaire relayé par des stations de pompage, peut désormais atteindre une dizaine de kilomètres et relier entre elles par maillage des râperies connexes,.

### Intérêts

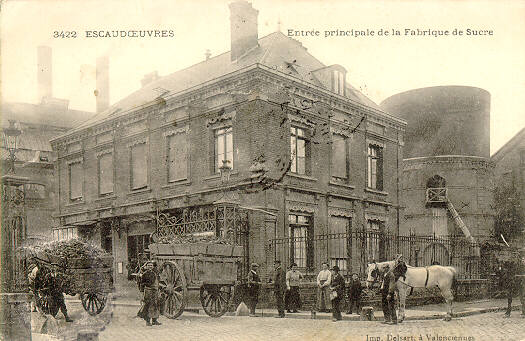
Sucrerie d'Escaudœuvres - Carte postale ancienne

L'intégration râperie-sucrerie va entraîner une transformation du paysage betteravier à partir de 1869. Les râperies, qui restent de petites unités comparées à leur sucrerie centrale, évitent les frais de transport élevés des betteraves ; elles substituent au convoyage par charrettes, le transport hydraulique d'un jus sucré, véhiculé par la gravité ou par pompage. Le jus peut désormais être collecté sur un large périmètre et de façon décentralisée. En moyenne, trois ou quatre râperies alimentent une sucrerie centrale (ou une distillerie) au moyen d'un réseau de canalisations, mais les plus grandes usines comme celle d'Escaudœuvres (fondée également par Jules Linard en 1872) s'entourent d'un réseau plus étendu, allant jusqu'à 20 km et incluant un maillage de 17 râperies, qui lui vaudront le titre de plus grande sucrerie du monde à la fin du XIXe siècle ,,.    
Plus tard, le transport des betteraves par camions change la donne. Les râperies décentralisées traitent de faibles tonnages de betteraves (par exemple une soixantaine de râperies traitent en moyenne de 150 t de betteraves par jour sur le territoire picard avant 1914), elles vont fermer progressivement au profit des sucreries centrales qui reçoivent les betteraves par camions et sont dotées de laverie, râperie et diffuseurs de large capacité.

## Aujourd'hui
De nos jours, la râperie est un atelier le plus souvent intégré à la sucrerie elle-même, même si quelques râperies autonomes subsistent toujours comme la râperie de Longchamps, dernière râperie d'Europe, qui envoie son jus dense à la sucrerie de Wanze (capacité jusqu'à 18 000 t de betteraves par jour en 2014),. 

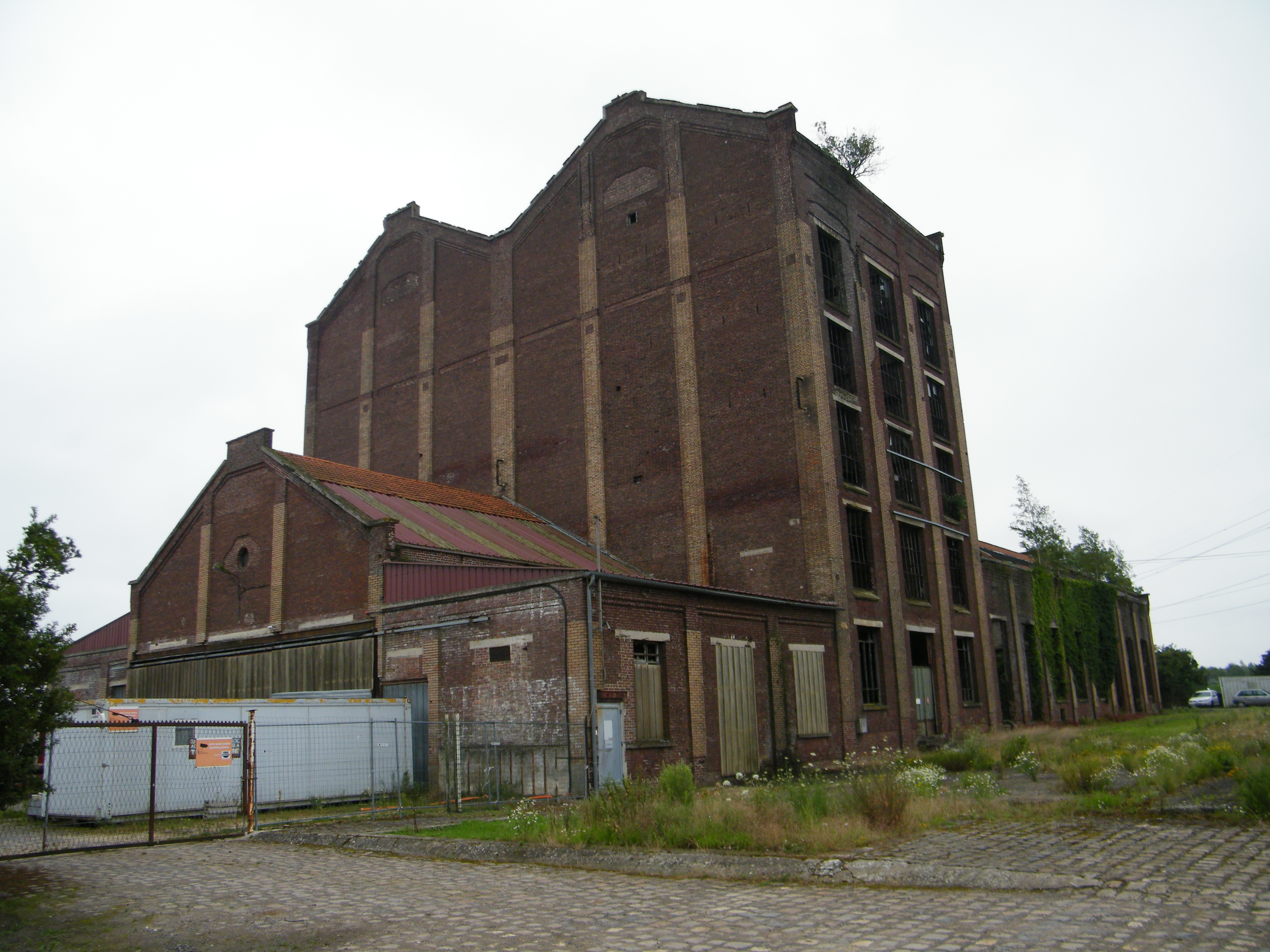
Ancienne râperie de Génermont (lieu-dit, Somme)